# 아드리아나 카르모나
아드리아나 카르모나 구티에레스(스페인어: Adriana Carmona Gutiérrez, 1972년 12월 3일~)는 베네수엘라의 태권도 선수로 2004년 하계 올림픽 여자 헤비급에서 동메달을 획득했다.